# Транспорт Бельгії
Транспорт Бельгії представлений автомобільним , залізничним , повітряним , водним (морським, річковим і озерним)  і трубопровідним , у населених пунктах  та у міжміському сполученні діє громадський транспорт пасажирських перевезень. Площа країни дорівнює 30 528 км² (141-ше місце у світі). Форма території країни — видовжена в субширотному напрямку; максимальна дистанція з півночі на південь — 225 км, зі сходу на захід — 274 км. Географічне положення Бельгії дозволяє країні контролювати головні транспортні шляхи між країнами Західної Європи — «перехрестя Європи»; морські маршрути з Північного моря до Атлантики через протоку Ла-Манш.

## Автомобільний
Загальна довжина автошляхів у Бельгії, станом на 2010 рік, дорівнює 154 012 км, з яких 120 514 км із твердим покриттям (1 756 км швидкісних автомагістралей) із твердим покриттям і 33 498 км без нього (31-ше місце у світі).

## Залізничний
Загальна довжина залізничних колій країни, станом на 2014 рік, становила 3 592 км (50-те місце у світі), з яких 3 592 км стандартної 1435-мм колії (2 960 км електрифіковано).

## Повітряний
У країні, станом на 2013 рік, діє 41 аеропорт (102-ге місце у світі), з них 26 із твердим покриттям злітно-посадкових смуг і 15 із ґрунтовим. Аеропорти країни за довжиною злітно-посадкових смуг розподіляються наступним чином (у дужках окремо кількість без твердого покриття):
- довші за 10 тис. футів (>3047 м) — 6 (0);
- від 10 тис. до 8 тис. футів (3047-2438 м) — 9 (0);
- від 8 тис. до 5 тис. футів (2437—1524 м) — 2 (0);
- від 5 тис. до 3 тис. футів (1523—914 м) — 1 (0);
- коротші за 3 тис. футів (<914 м) — 8 (15)[1].

У країні, станом на 2015 рік, зареєстровано 7 авіапідприємств, які оперують 117 повітряними суднами. За 2015 рік загальний пасажирообіг на внутрішніх і міжнародних рейсах становив 11,19 млн осіб. За 2015 рік повітряним транспортом було перевезено 1,46 млрд тонно-кілометрів вантажів (без врахування багажу пасажирів).
У країні, станом на 2013 рік, споруджено і діє 1 гелікоптерний майданчик.
Бельгія є членом Міжнародної організації цивільної авіації (ICAO). Згідно зі статтею 20 Чиказької конвенції про міжнародну цивільну авіацію 1944 року, Міжнародна організація цивільної авіації для повітряних суден країни, станом на 2016 рік, закріпила реєстраційний префікс — OO, заснований на радіопозивних, виділених Міжнародним союзом електрозв'язку (ITU). Аеропорти Бельгії мають літерний код ІКАО, що починається з — EB.

## Водний

### Морський
Головні морські порти країни: Остенде, Зебрюгге. Річний вантажообіг контейнерних терміналів (дані за 2011 рік): Антверпен — 8,67 млн, Зебрюгге — 2,21 млн контейнерів (TEU). СПГ-термінал для імпорту скрапленого природного газу діє в порту Зебрюгге.
Морський торговий флот країни, станом на 2010 рік, складався з 87 морських суден з тоннажем більшим за 1 тис. реєстрових тонн (GRT) кожне (56-те місце у світі), з яких: балкерів — 23, суховантажів — 15, танкерів для хімічної продукції — 5, контейнеровозів — 4, газовозів — 23, пасажирських суден — 2, нафтових танкерів — 8, ролкерів — 7.
Станом на 2010 рік, кількість морських торгових суден, що ходять під прапором країни, але є власністю інших держав — 15 (Данії — 4, Франції — 7, Російської Федерації — 1, Великої Британії — 2, Сполучених Штатів Америки — 1); зареєстровані під прапорами інших країн — 107 (Багамських Островів — 6, Камбоджі — 1, Кіпру — 3, Франції — 7, Гібралтару — 1, Греції — 17, Гонконгу — 26, Ліберії — 1, Люксембургу — 11, Мальти — 7, Маршаллових Островів — 1, Мозамбіку — 2, КНДР — 1, Панами — 1, Португалії — 8, Російської Федерації — 4, Сент-Кіттсу і Невісу — 1, Сент-Вінсенту і Гренадин — 7, Сінгапуру — 1, Вануату — 1).

### Річковий
Загальна довжина судноплавних ділянок річок і водних шляхів, доступних для суден з дедвейтом понад 500 тонн, 2012 року становила 2 043 км(41-ше місце у світі). З яких лише 1 528 км постійно використовуються для перевезення вантажів та пасажирів.
Головні річкові порти країни: Антверпен і Гент на Шельді, Брюссель на Сенні; Льєж на Мезі.

## Трубопровідний
Загальна довжина газогонів у Бельгії, станом на 2013 рік, становила 3 139 км; нафтогонів — 154 км; продуктогонів — 535 км.

## Державне управління
Держава здійснює управління транспортною інфраструктурою країни через міністерство транспорту. Станом на 15 вересня 2016 року міністерство в уряді Шарля Мішеля очолював Франсуа Беллот.

### Українською
- Атлас. 10-11 клас. Економічна і соціальна географія світу / упорядники :  О. Я. Скуратович, Н. І. Чанцева. — К. : ДНВП «Картографія», 2010. — ISBN 978-966-475-639-3.
- Атлас світу / голов. ред. І. С. Руденко ; зав. ред. В. В. Радченко ; відп. ред. О. В. Вакуленко. — К. : ДНВП «Картографія», 2005. — 336 с. — ISBN 9666315467.
- Безуглий В. В. Економічна і соціальна географія зарубіжних країн : Навчальний посібник. — К. : ВЦ «Академія», 2007. — 704 с. — ISBN 978-966-580-239-6.
- Безуглий В. В., Козинець С. В. Регіональна економічна і соціальна географія світу : Навчальний посібник. — видання 2-ге, доп., перероб. — К. : ВЦ «Академія», 2007. — 688 с. — ISBN 966-580-144-9.
- Дахно І. І. Країни світу: Енциклопедичний довідник / І. І. Дахно, С. М. Тимофієв. — К. : Мапа, 2011. — 606 с. — (Бібліотека нового українця) — ISBN 978-966-8804-23-6.
- Дахно І. І. Економічна географія зарубіжних країн : навчальний посібник. — К. : Центр учбової літератури, 2014. — 319 с. — ISBN 978-611-01-0682-5.
- Дорошенко В. І. Географія транспорту : Навчальний посібник / В. І. Дорошенко, К. Д. Діденко. — К. : Київський нац. ун-т ім. Т. Шевченка, 2010. — 183 с. — ISBN 978-966-439-329-1.
- Дубович І. А. Країнознавчий словник-довідник. — 5-те вид., перероб. і доп. — К. : Знання, 2008. — 839 с. — ISBN 978-966-346-330-8.
- Економічна і соціальна географія країн світу : Навчальний посібник / За ред. С. П. Кузика. — Л. : Світ, 2002. — 672 с. — ISBN 966-603-178-7.
- Зарубіжна транспортна географія : навчальний посібник / уклад. : Петрашевський О. Л. и др. — К. : Національний транспортний університет, 2015. — 95 с. — ISBN 978-966-632-227-5.
- Юрківський В. М. Регіональна економічна і соціальна географія. Зарубіжні країни : Підручник. — К. : Либідь, 2001. — 416 с. — ISBN 966-06-0092-5.

### Англійською
- (англ.) Modern Transport Geography / Hoyle, B. and R. Knowles (eds). — Second Edition,. — London : Wiley, 1998.
- (англ.) Rodrigue, J-P. The Geography of Transport Systems. — Fourth Edition. — N. Y. : Routledge, 2017. — 440 с. — ISBN 978-1138669574.
- (англ.) Taaffe E. J., Gauthier H. L. and O'Kelly M. E. Geography of transportation. — Second Edition. — N. Y. : Prentice Hall, 1996. — ISBN 0-13-368572-1.
- (англ.) Black, W. Transportation: A Geographical Analysis. — N. Y. : Guilford, 2003.

### Російською
- (рос.) Максаковский В. П. Географическая картина мира. Книга I: Общая характеристика мира. — М. : Дрофа, 2008. — 495 с. — ISBN 978-5-358-05275-8.
- (рос.) Максаковский В. П. Географическая картина мира. Книга II: Региональная характеристика мира. — М. : Дрофа, 2009. — 480 с. — ISBN 978-5-358-06280-1.
- (рос.) Физико-географический атлас мира. — М. : Академия наук СССР и главное управление геодезии и картографии ГГК СССР, 1964. — 298 с.
- (рос.) Шаповал Н. С. Транспортная география и транспортные системы мира : учебное пособие. — К. : Центр учбової літератури, 2006. — 188 с. — ISBN 000-0000-00-4.
- (рос.) Экономическая, социальная и политическая география мира. Регионы и страны / под ред. С. Б. Лаврова, Н. В. Каледина. — М. : Гардарики, 2002. — 928 с. — ISBN 5-8297-0039-5.
- (рос.) Энциклопедия стран мира / глав. ред. Н. А. Симония. — М. : НПО «Экономика» РАН, отделение общественных наук, 2004. — 1319 с. — ISBN 5-282-02318-0.